# Neocorynura fuscipes
Neocorynura fuscipes är en biart som först beskrevs av Alpheus Spring Packard 1869.  Neocorynura fuscipes ingår i släktet Neocorynura och familjen vägbin. Inga underarter finns listade i Catalogue of Life.